# 蕭拱宸
蕭拱宸（？－1662）臺灣鄭氏王朝初期人物，延平王鄭成功部將，鄭成功過世後，擁立鄭成功五弟鄭襲，遭世子鄭經擊敗，處死。

## 生平
- 尚未隨鄭成功來台灣之前，原為定國公鄭鴻逵的武將，官至「總兵」。
- 永曆五年（1651年）正月，鄭成功加入支持永曆帝，他便開始受到鄭家軍的重用，率領「左衝鎮」。
- 1661年3月，他隨鄭家軍進攻荷屬台灣。同年6月，他駐兵於鳳山（今日的左營）。
- 1662年2月，揆一投降鄭成功後，隨鄭成功開發麻豆、目加溜灣等四個「番社」。
- 1662年6月，鄭成功逝世。蕭拱宸連同許多將領共同擁立鄭成功五弟鄭襲為「護理」，並準備繼承王位。同年11月，王世子鄭經自廈門搭戰艦返台，與黃昭、蕭拱宸等人於內江洲仔尾對戰，遭鄭經將領周全斌打敗，是為鄭經克臺，蕭拱宸被擒，斬首。